# Трчова
Трчова (словен. Trčova) — поселення в общині Марибор, Подравський регіон‎, Словенія.